# فرناند فرنك
فرناند فرنك (بالفرنسية: Fernand Franck)‏ هو عالم عقيدة لوكسمبورغي، ولد في 6 مايو 1934 في إيش سوغ ألزيت في لوكسمبورغ.